# Кігач
Кіга́ч (каз. Қиғаш) — село у складі Курмангазинського району Атирауської області Казахстану. Входить до складу Кігаського сільського округу.
Населення — 787 осіб (2021; 604 у 2009, 396 у 1999).